# Mount Bouvier
Mount Bouvier är ett berg i Antarktis. Det ligger i Västantarktis. Argentina, Chile och Storbritannien gör anspråk på området. Toppen på Mount Bouvier är 2 070 meter över havet. Bouvier ingår i Princess Royal Range.
Terrängen runt Mount Bouvier är bergig österut, men västerut är den kuperad. Bouvier ligger uppe på en höjd som går i nord-sydlig riktning. Mount Bouvier är den högsta punkten i trakten. Trakten är obefolkad. Det finns inga samhällen i närheten. 